# 다양성 이민 비자
| >10.0 3.0–10.0 1.0–3.0 0.3–1.0 | 0.1–0.3 <0.1 미국 영토 |

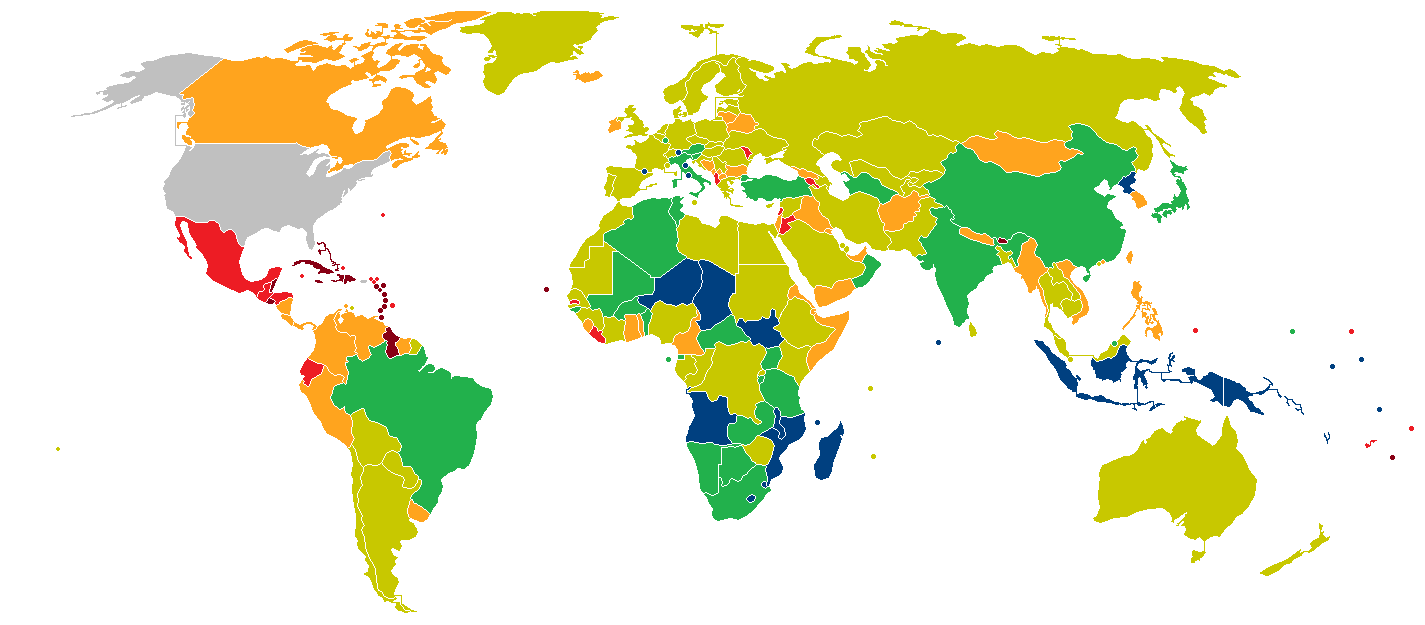
출신 국가 거주자 일천 명당 미국 이민자 비율 (2012년-2016년).

다양성 이민 비자(Diversity Immigrant Visa) 프로그램은 미국 정부에서 추첨을 통해 미국 영주권을 발급하는 제도이다. 그린카드 로또(Green Card Lottery)라고도 알려져있으며, 대한민국에서는 비자추첨제라는 이름으로도 알려져있다. 1990년 제정 이민법률에 의거해 현행·영구 비자 제도가 만들어졌다.
본 제도는 미국 국무부에서 관할하며, 1965년 제정 이민국적법(일명 "하트-셀러" 법)에 의거해 시행된다. 제도의 목적은 미국 내 이민자 인구구성을 다양화하는 것이며, 매년 50,000명에게 비자를 발급한다. 비자 발급대상은 최근 5년 내 이민율이 낮은 출신 국가에서 온 신청자들이다. 비자 신청은 오직 미국 국무부 웹사이트를 통해서만 할 수 있으며, 별도의 비용은 발생하지 않는다.
2005년부터 제도를 종식시키기 위한 다양한 움직임이 있었다. 최근에는 2017년 뉴욕 트럭 돌진 테러의 범인이 해당 비자를 보유한 것으로 밝혀지면서, 본 제도에 대한 세계적인 이목이 집중되기도 했다.